# Hannibal TV
Hannibal TV (arabe : قناة حنبعل) est une chaîne de télévision généraliste privée tunisienne.

## Histoire
Le 13 février 2004, une autorisation de diffusion renouvelable de dix ans est attribuée à Tunimedia SARL (dont le statut est obligatoire car une autorisation ne peut être concédée à une société anonyme) contre une redevance de deux millions de dinars par an. Le groupe du millionnaire tunisien Larbi Nasra lance Hannibal TV le 12 février 2005 à 19 h (heure tunisienne) mais son lancement officiel n'a lieu que le 13 février (date du premier anniversaire de l'octroi de l'autorisation de diffusion à la chaîne). Les programmes débutent avec une heure de retard sur l'horaire annoncé par une lecture du Coran suivie d'une lecture d'un courrier de la présidence de la république et d'un gala multidiffusé tout au long de la soirée.
La chaîne tire son nom d'une référence au général carthaginois Hannibal Barca et est la première chaîne de télévision privée en Tunisie jusqu'à la création de Nessma en 2007.
Un contrat de partenariat avec France Télévisions a été signé le 23 février 2007. Selon ce contrat, Hannibal TV coopérerait avec le groupe français dans le domaine de la publicité et de la production de programmes et, dans un deuxième temps, permettrait la mise en place d'une agence de conseil en communication qui s'attacherait à attirer des annonceurs étrangers.
En 2008, le groupe Hannibal TV lance deux nouvelles chaînes : Hannibal Orient destinée au marché du Moyen-Orient et Hannibal Elferdaws consacrée aux programmes religieux. À la suite de problèmes financiers, ces deux chaînes cessent leurs diffusions deux ans plus tard.
En novembre 2013, Larbi Nasra vend près de 90 % du capital de la chaîne. Tarek Kadada, un Saoudien d'origine palestinienne, détient 49 % du capital et devient dès lors l'actionnaire principal de la chaîne. Le reste du capital est détenu par des investisseurs tunisiens : Noureddine Hachicha, Mongi Makni, Habib Makni et Imed Ghaïth,.

## Identité visuelle

### Slogans
- « De vous et pour vous »

### Logo

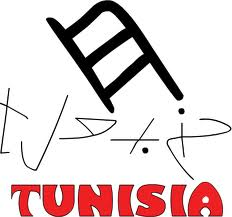
Logo du 13 février 2005 au 12 février 2015.
Logo depuis le 13 février 2015.

## Organisation
Hannibal TV dispose d'importantes ressources : ses locaux s'étendent sur 3 500 m2 et ont coûté, selon son promoteur, près de 19 millions d'euros. Elle emploie près de 200 personnes.

### Moyens de production
Hannibal TV (Tunimedia) confie sa diffusion technique et la production de ses programmes à AVIP (Audiovisuel International Production), société anonyme au capital d'un million de dinars tunisiens, détenue à hauteur de 30 % par son PDG Larbi Nasra, les 70 % restants étant détenus par divers membres de sa famille.
Les équipements sont acquis auprès d'une société française qui les met en place en collaboration avec le personnel d'AVIP. Hannibal TV dispose notamment de deux plateaux de télévision couvrant respectivement 700 et 100 m2. L'investissement global annoncé par AVIP est de 18,9 millions d'euros :
- Locaux : 5 031 000 € ;
- Équipements : 5 600 000 € ;
- Investissement divers : 6 300 000 €.

Pour les reportages, les moyens sont directement loués à l'Office national de télédiffusion.

### Publicité
Hannibal TV dispose d'une régie publicitaire intégrée. Elle doit toutefois se conformer aux règles suivantes :
- pas de publicité pour les alcools et tabacs ;
- durée maximale d'un spot : 60 secondes ;
- six minutes de publicité en moyenne par heure sur 24 heures ;
- huit minutes de publicité maximum par écran ;
- parrainage (« billboard ») autorisé ;
- « bartering » de programme autorisé ;
- publicité au cours des programmes religieux ou des interventions présidentielles interdite.

## Programmes
Dans le domaine des programmes, Hannibal TV est autorisée à diffuser des programmes d'information mais n'est pas autorisée à aborder l'information politique. La moitié des programmes diffusés doivent, à terme, être d'origine tunisienne et 30 % du temps consacré à la musique est réservée à la musique tunisienne. Elle doit par ailleurs diffuser les interventions du président de la République.
La chaîne diffuse une interview de Nadia El Fani après la sortie de son film Ni Allah ni maître, au cours de laquelle la réalisatrice explique son intérêt pour les personnes qui refusent le ramadan et que les islamistes ne sont pas ses amis. Les protestations affluant, la chaîne estime que la réalisatrice a attaqué l’islam et se désolidarise de ses propos.
La chaîne peut utiliser jusqu'à trois langues différentes pour sa diffusion.

## Séries étrangères
- Damages
- Dexter
- Kidnapped
- Prison Break
- Serviteur du peuple[7]

## Audimat
Il n'existe pas de mesures d'audiences par audimètres en Tunisie. Seuls des sondages permettent d'apprécier l'audience des chaînes de télévision. Après un début difficile, la chaîne connaît un succès en demi-teinte. Sa part d'audience passe de 5,4 % (mai 2005) dans la région de Tunis à 18,9 % (mai 2006). Elle réussit à s'imposer à Sousse avec 18,7 % de l'audience (mai 2006). Son programme le plus regardé est Belmakchouf (émission de critique sportive).
En 2007, Hannibal TV devient la chaîne la plus regardée à Tunis et Sousse.

## Diffusion
Hannibal TV (Tunimedia) est autorisée à émettre par voie satellitaire et terrestre mais a l'obligation de faire appel aux services de l'Office national de télédiffusion qui conserve le monopole de toute diffusion sur ou depuis le territoire tunisien. Sa diffusion analogique terrestre a commencé fin 2005 sur un ancien canal laissé vacant après la disparition de Canal Horizons Tunisie en 2001. Cette diffusion analogique est suspendue à partir du 1er janvier 2013.
Hannibal TV émet en continu depuis le 1er mai 2007. En France, elle est diffusée sur SFR TV depuis le 5 octobre 2011 (canal 490).